# Розвідані запаси корисної копалини
Розві́дані запа́си корисної копалини — це група запасів корисної копалини, які геологічно вивчені на рівні, достатньому для обґрунтування проектів будівництва гірничодобувних підприємств.

## Категорії геологічної вивченості
За детальністю й достовірністю геологічного вивчення покладів запаси корисних копалин поділяють на чотири категорії, достовірність визначення в яких послідовно знижується:
- А — вивчені з детальністю, достатньою для достовірної оцінки кількості запасів та подальшої розробки
- В — з'ясовано основні особливості залягання, обсяг запасів визначено статистично, шляхом екстраполяції, яка обґрунтована даними геофізичних досліджень
- C1 — з'ясовано загальні умови залягання, обсяги визначено геологічно обґрунтованою екстраполяцією
- С2 (попередньо розвідані запаси) — вивчені на рівні, достатньому для визначення промислового значення родовища (покладу)

Детальні характеристики кожної категорії визначаються залежно від особливостей конкретних корисних копалин.
До групи розвіданих запасів включають 
балансові і забалансові запаси корисної копалини категорій A+B+C1, які в основному підготовлені для наступної їх розробки та дорозвідки, затверджені Державною комісією України по запасах корисних копалин і розробляються або підготовлені для промислового освоєння.

## Оцінка
Основні параметри розвіданих запасів (кількість, якість, технологічні властивості, гірничо-геологічні, гідрогеологічні та інші умови залягання) визначаються за даними безпосередніх вимірів чи досліджень, виконаних у межах покладів корисної копалини за достатньо щільною і рівномірною мережею розвідувальних виробок, у поєднанні з обмеженою екстраполяцією, обґрунтованою даними геологічних, геофізичних та інших досліджень.